# Lee Man FC
Der Lee Man Football Club (chinesisch 理文足球會 / 理文足球会, Pinyin Lǐwén Zúqiúhuì, Jyutping Lei2man4 Zuk1kau4wui2) ist eine Fußballmannschaft aus Hongkong und wurde am 16. Juni 2017 vom Norman Lee (李文恩, kantonesisch Lee Man-yan) gegründet. Sie spielt aktuell in der höchsten Liga der Stadt, der Hong Kong Premier League. (Stand Oktober 2022)

## Geschichte
Der Verein wurde 2017 gegründet. Mit der Zahlung von einer Million HKD an die Hong Kong Football Association erwarb der Verein das Recht, direkt in die Honk Kong Premier League (HKPL) aufgenommen zu werden. Die erste Saison schloss Lee Man FC mit dem 8. Platz ab.

## Erfolge
- Hong Kong Premier League:

Meister: 2023/24
Vizemeister: 2022/23, 2024/25
- Sapling Cup

Sieger: 2018/19
Finalist: 2022/23, 2024/25
- Hong Kong Senior Challenge Shield

Finalist: 2019/20, 2024/25

## Stadion

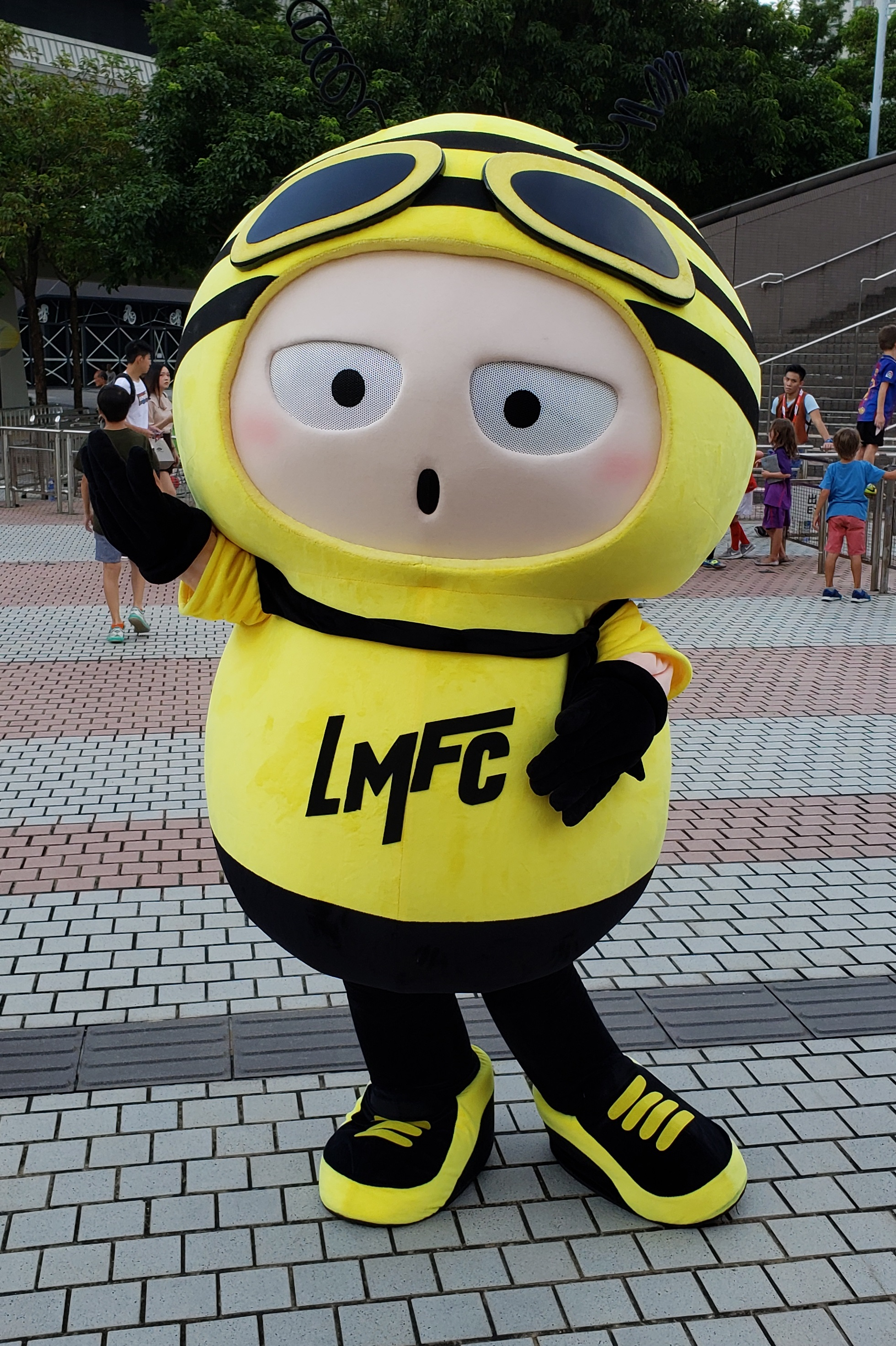
Lee Man Bee – Vereinsmaskottchen, 2018

### Heimstadion
Der Verein hat kein eigenes Stadion und trägt seine Heimspiele saisonal wechselhaft in den verschiedenen öffentlichen Stadien der Stadt Hongkong aus. Die Vergabe der Spielstätte als Heimstadion wird seit 2009 jede Spielsaison durch das „Heim-Gast-Nutzungsvergabesystem“ neu vergeben. In der Saison 2019–20 fanden die Heimspiele des Vereins im Sham Shui Po Sports Ground ⊙ statt. Die Sportstätte befindet sich in Cheung Sha Wan, einem Stadtviertel der Region Kowloon. Eröffnet wurde das Stadion im Januar 1988. Es bietet Platz für maximal 2194 Personen. In der Saison 2022–23 ist es das Tseung Kwan O Sports Ground ⊙, mit Platz für maximal 3500 Personen, das Heimstadion von Lee Man FC. Die Anlage wird vom Leisure and Cultural Services Department, kurz LCDP (康文署), betrieben. Eigentümer der Anlage ist das Hong Kong Government. (Stand Oktober 2022)

## Ehemalige Spieler
| Name                            | von  | bis  |
| ------------------------------- | ---- | ---- |
| Denis                           | 2017 | 2018 |
| Luciano Silva                   | 2017 | 2018 |
| Stefan                          | 2017 | 2019 |
| Zé Victor                       | 2017 | 2019 |
| Son Min-chol                    | 2017 | 2018 |
| Francisco Javier González Muñoz | 2018 | 2019 |
| Matthew Lam                     | 2018 | 2019 |

## Trainer seit 2017
| Trainer                  | von             | bis             |
| ------------------------ | --------------- | --------------- |
| Ka-Ki Fung               | 1. Juli 2017    | 9. April 2018   |
| Hoi-Man Fung             | 10. April 2018  | 20. Mai 2018    |
| Hiu-Ming Chan            | 21. Mai 2018    | 5. Februar 2023 |
| Chiu-Tat Tsang (interim) | 6. Februar 2023 | 27. April 2023  |
| Chiu-Tat Tsang           | 27. April 2023  | heute           |

## Saisonplatzierung
| Saison  | Liga                     | Spiele                                          | S                                               | U                                               | N                                               | Tore                                            | Punkte                                          | Position                                        |
| ------- | ------------------------ | ----------------------------------------------- | ----------------------------------------------- | ----------------------------------------------- | ----------------------------------------------- | ----------------------------------------------- | ----------------------------------------------- | ----------------------------------------------- |
| 2017/18 | Hong Kong Premier League | 18                                              | 4                                               | 3                                               | 11                                              | 22:36                                           | 15                                              | 8.                                              |
| 2018/19 | Hong Kong Premier League | 18                                              | 2                                               | 5                                               | 11                                              | 12:26                                           | 11                                              | 9.                                              |
| 2019/20 | Hong Kong Premier League | Abbruch wegen der COVID-19-Pandemie in Singapur | Abbruch wegen der COVID-19-Pandemie in Singapur | Abbruch wegen der COVID-19-Pandemie in Singapur | Abbruch wegen der COVID-19-Pandemie in Singapur | Abbruch wegen der COVID-19-Pandemie in Singapur | Abbruch wegen der COVID-19-Pandemie in Singapur | Abbruch wegen der COVID-19-Pandemie in Singapur |
| 2020/21 | Hong Kong Premier League | 17                                              | 9                                               | 3                                               | 5                                               | 34:21                                           | 30                                              | 3.                                              |
| 2021/22 | Hong Kong Premier League | Abbruch wegen der COVID-19-Pandemie in Singapur | Abbruch wegen der COVID-19-Pandemie in Singapur | Abbruch wegen der COVID-19-Pandemie in Singapur | Abbruch wegen der COVID-19-Pandemie in Singapur | Abbruch wegen der COVID-19-Pandemie in Singapur | Abbruch wegen der COVID-19-Pandemie in Singapur | Abbruch wegen der COVID-19-Pandemie in Singapur |
| 2022/23 | Hong Kong Premier League | 18                                              | 14                                              | 2                                               | 2                                               | 50:13                                           | 44                                              | 2.                                              |
| 2023/24 | Hong Kong Premier League | 20                                              | 17                                              | 3                                               | 0                                               | 63:16                                           | 54                                              | 1.                                              |
| 2024/25 | Hong Kong Premier League | 24                                              | 17                                              | 2                                               | 5                                               | 54:33                                           | 53                                              | 2.                                              |

## Statistik in den AFC-Wettbewerben
| Saison  | Wettbewerb               | Runde                     | Gegner             | Heim      | Auswärts  | Platz     |
| ------- | ------------------------ | ------------------------- | ------------------ | --------- | --------- | --------- |
| 2021    | AFC Cup                  | Gruppe J                  | Eastern AA         | 1:0       | 1:0       | 1.        |
| 2021    | AFC Cup                  | Gruppe J                  | Tainan City FC     | 4:1       | 4:1       | 1.        |
| 2021    | AFC Cup                  | Gruppe J                  | Athletic 220 FC    | 5:1       | 5:1       | 1.        |
| 2021    | AFC Cup                  | K.O.-Runde                | Nasaf Karschi      | 2:3 n. V. | 2:3 n. V. | 2:3 n. V. |
| 2022    | AFC Cup                  | Play-off-Runde            | Athletic 220 FC    | 2:1       | 2:1       | 2:1       |
| 2022    | AFC Cup                  | Gruppe J                  | Eastern AA         | 1:3       | 1:3       | 2.        |
| 2022    | AFC Cup                  | Gruppe J                  | Tainan City FC     | 3:1       | 3:1       | 2.        |
| 2023/24 | AFC Champions League     | Erste Qualifikationsrunde | Bali United        | 5:1       | 5:1       | 5:1       |
| 2023/24 | AFC Champions League     | Play-off-Runde            | Urawa Red Diamonds | 0:3       | 0:3       | 0:3       |
| 2024/25 | AFC Champions League Two | Gruppe G                  | Bangkok United     | 0:1       | 1:4       | 4.        |
| 2024/25 | AFC Champions League Two | Gruppe G                  | Nam Dinh FC        | 0:2       | 0:3       | 4.        |
| 2024/25 | AFC Champions League Two | Gruppe G                  | Tampines Rovers    | 0:0       | 1:3       | 4.        |